# Ignition
Ignition er det andet studiealbum fra det amerikanske punk-rock band The Offspring. Det er det andet Offspring album produceret af Thom Wilson, og det blev udgivet den 16. oktober 1992 af Epitaph Records, hvilket blev bandets første udgivelse på dette pladeselskab.
Albummet blev udgivet under den alternativ rock og grunge-æra, men albummet bragte kun bandet en lille succes i Southern California. "Kick Him When He's Down" blev udgivet som en salgsfremmende singe i 1995, efter at bandet var steget i popularitet.

## Udgivelse og modtagelse
Ignition blev udgivet af Epitaph Records den 16. oktober 1992. The Offspring opnåede en lille succes i den sydlige region af Californien, hovedsagelig inden for San Diego, Orange County og Los Angeles (hvor albummet blev indspillet). Der blev ikke udgivet nogle musikvideoer til Ignition, "Kick Him When He's Down" blev udgivet som en airplay-single i 1995. Bandet blev overrasket af albummets salg, som på daværende tidspunkt overgik 1 million solgte eksemplarer på verdensplan. Ignition blev certificeret Guld den 22. januar 1996, næsten to år efter udgivelsen af Smash.
Albummet har fået generelt gode anmeldelser i årene siden udgivelsen og flere korrekturlæsere har anset Ignition som et af bandets bedste album. I oktober 2011 blev albummet placeret som nummer to (mellem Alice in Chains' Dirt og Bad Religions Generator) på Guitar World magasinets top ti liste over guitar album fra 1992.
Den 17. juni 2008 genudgav Epitaph Records Ignition (sammen med Smash) i remasterede form. Den samme dag udkom bandets nye album også, Rise and Fall, Rage and Grace.

## Trackliste
| #   | Titel                     | Længde |
| --- | ------------------------- | ------ |
| 1.  | "Session"                 | 2:32   |
| 2.  | "We Are One"              | 3:59   |
| 3.  | "Kick Him When He's Down" | 3:16   |
| 4.  | "Take It Like a Man"      | 2:55   |
| 5.  | "Get It Right"            | 3:06   |
| 6.  | "Dirty Magic"             | 3:48   |
| 7.  | "Hypodermic"              | 3:21   |
| 8.  | "Burn It Up"              | 2:42   |
| 9.  | "No Hero"                 | 3:22   |
| 10. | "L.A.P.D."                | 2:45   |
| 11. | "Nothing from Something"  | 3:00   |
| 12. | "Forever and a Day"       | 2:37   |